# Море Кракена
Мо́ре Кра́кена (лат. Kraken Mare) — крупнейшее углеводородное море Титана (спутника Сатурна). Находится в северном полушарии, координаты центра — 68° с. ш. 50° в. д. / 68° с. ш. 50° в. д. Море было обнаружено в 2007 году зондом «Кассини» и через год получило название по имени мифического морского монстра Кракена. С помощью спектрометрии было установлено, что море Кракена является углеводородным.
Протяжённость моря 1170 км, площадь около 400 000 км² — немногим больше, чем у Каспийского моря на Земле. Через пролив Тревайза сообщается с морем Лигеи. В северной части моря находится остров Майда.
В 2014 году была проведена радиолокация участка морского дна, зафиксировавшая вблизи речного устья глубины в 20-35 м, далее на протяжении 200 км радиолокационное эхо не наблюдалось, что свидетельствует либо о глубинах свыше 200 м на данном участке (что косвенно подтверждается крутыми берегами), либо о большой поглощающей способности жидкости (значительно большей, нежели в море Лигеи).
В рамках планируемой миссии по исследованию Титана плавающим зондом планируется определить точный химический состав и измерить глубины моря Кракена.

## Радарные снимки «Кассини»
- Реки в северной части моря. 4 октября 2007
- Острова в восточной части моря. 12 мая 2007
- Северная часть моря. Ниже и правее центра — остров Майда. 22 февраля 2007